# Nissan Cherry
Satsuma, ulterior Nissan Cherry (チェリー) a fost o serie de mașini subcompacte produse de către Nissan Motors Co. între 1971 și 1986.
Proeictul inițial a aparținut companiei Prince Motor Works care a apărut la începutul aniilor 1960, iar proiectul a fost preulat de către Nissan odată cu unificarea celor 2 companii în 1966. În 1970 proiectul a fost terminat, fiind pregătit de lansare.

## Prima generație (E10, 1971-1977)
Prima generație a fost lansată în Octombrie 1970 în Japonia, iar în 1971 în Europa. A fost prima mașină care a avut o suspensie independentă produsă de către Nissan. Era dotată cu 2 tipuri de motoare I4, unul de 988 cc și altul de 1171 cc. În septembrie 1971 a apărut și versiunea Coupé, iar în martie 1972 apare versiunea break. În iunie 1972 se aplică prima modificare, care schimbă forma lămpilor din spate de la o formă dreptunghiulară la una pătrată. În 1973 apare un facelift minor, la grila de la radiator. Producția încetează în 1977, chiar dacă modelul F10 era introdus în 1975. 
În Japonia, mașina se găsea exclusiv la dealer-urile Nissan Cherry store, iar mașina a avut un număr de vânzări relativ bun în țara sa natală. Cel mai mare succes a fost realizat în Europa, mai ales în Finlanda, Danemarca, Norvegia, Olanda, Regatul Unit și Belgia. Cum în Regatul Unit, industria auto Britanică, dominată de British Leyland a fost afectată de probleme calitative și greve, mașinile Datsun deveniseră o alternativă la mașinile domestice, mașinile de import Europene sau la Ford-urile făcute la Dagenham. A devenit una dintre cele mai vândute mașini în Marea Britanie, propulsând marca în vânzări. Proprietarii acestei mașini, întrebați în 1973 dacă ar mai cumpăra o mașină de același model, 76 la sută au răspuns cu da, depășind recordul de 66 la sută stabilit de proprietarii mașinii Volkswagen Broscuță, cunoscuți pentru loialitatea față de mașinile lor. În Scandinavia a vut succes deoarece Datsun și Toyota erau brand-uri care se vindeau foarte bine în acele țări, iar mașina 100A era foarte cunoscută pentru fiabilitate, prețul ieftun și simplicitate. Popularitatea sa a făcut producția modelului să înceteze la doar 7 ani după lansare, producându-se în concurență cu modelul mai puțin popular F10. În Finlanda, mașina a fost cea mai bună vândută mașină din anii 1970, iar câteva exemplare supraviețuiesc astăzi. Această mașină apare în jocul My Summer Car.

## A doua generație (F10, 1974-1978)
A doua geneație a apărut în septembrie 1974, fiind primul model din seria Datsun Cherry care s-a vândut în America de Nord, considerțnd faptul că anterior vânzarea modelului E10 a fost slabă în SUA deoarece a fost restricționată. Vânzările acestei mașini au fost atât de slabe încât acest model a fost retras de pe piața domestică Japoneză (cunoscută ca JDM). 
În Europa a fost cunoscută ca Datsun 100A F-II, fiind vândută începând cu 1975, iar în Marea Britaine a fost introdusă în 1976. Ca și în cazul anterior, o versiune coupé a existat, cunoscută sub numele de Datsun 120A, iar acest model a fost cel mai des întâlnit în Europa, dacă ne referim la modelul F10. În Marea Britaine, acest model s-a vândut bine, chiar dacă modelul E10 a fost mai populară.
În Noua Zeelandă, mașina a fost produsă sub forma unor kituri CKD, fiind mașina cu cel mai mic motor fabricată acolo (988 cc comparativ cu 998 cc, motorul de ma British Leyland Mini). În SUA doar break-ul și coupe-ul erau valabile, dar în Canada s-a vândut și modelul berlină.
În 1978 apare și succesorul Nisan Pulsar (N10), denumit în Europa Nissan Cherry, înlocuind brand-ul Datsun care a fost desființat de Nissan în 1987. Pe piața Europeană modelul F10 dispare din dealer-uri în 1979.